# 克劳迪娅·科尔布
克劳迪娅·科尔布（英語：Claudia Kolb，1949年12月19日—），美国女子游泳运动员。她曾代表美国参加1964年和1968年夏季奥林匹克运动会游泳比赛，获得二枚金牌和一枚银牌。